# Jūratė e Kastytis

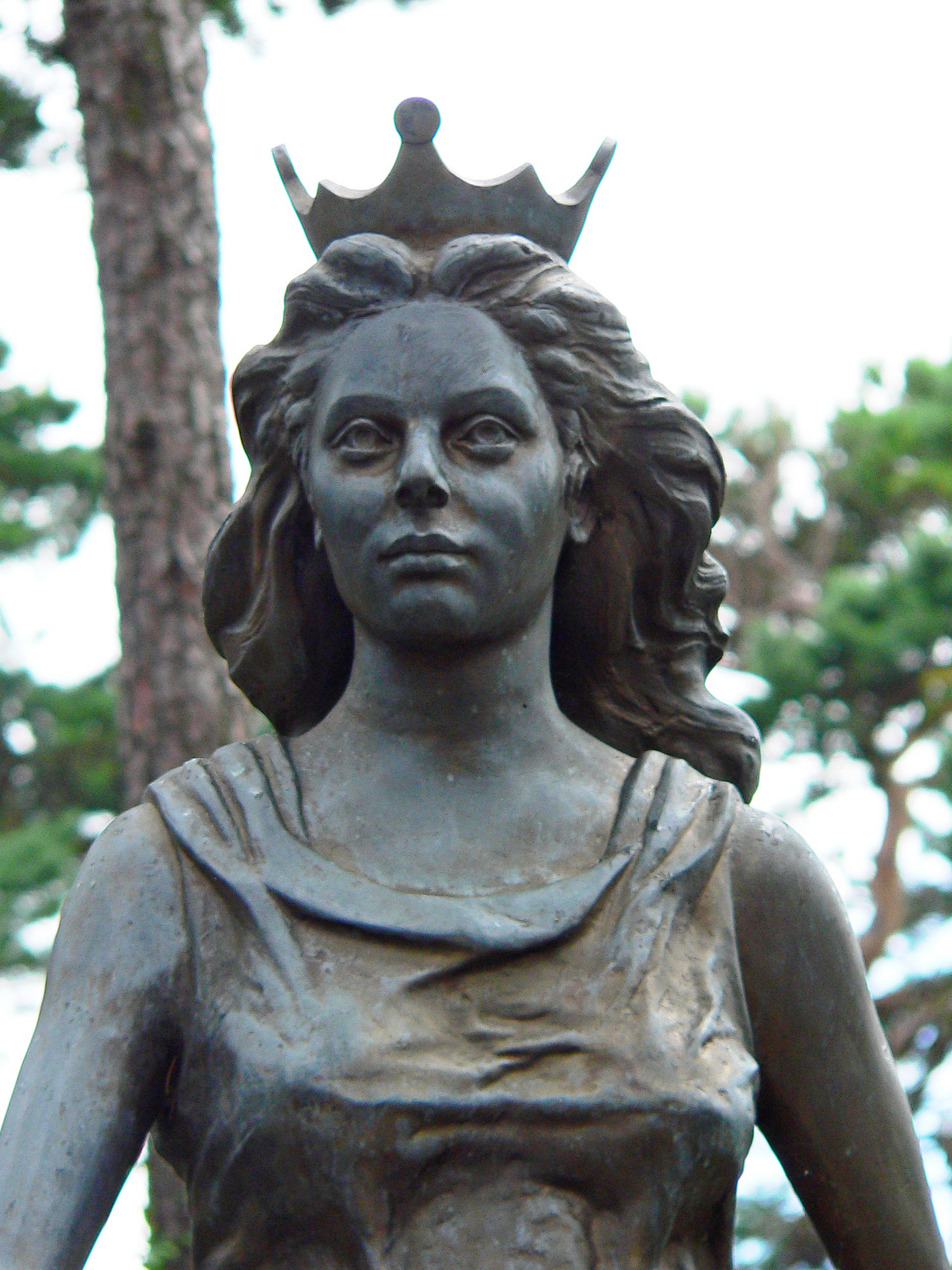
Monumento dedicato a Jūratė presso Jurata, Polonia

La corona e la collana di Ambra di Jūratė nello stemma cittadino di Palanga

La leggenda di Jūratė e Kastytis è una delle più famose nella cultura popolare della Lituania. La prima narrazione della storia risale al 1842 e si rintraccia negli scritti di Liudvikas Adomas Jucevičius. Da allora è stata ripresa molte volte in liriche moderne, balli e persino canzoni rock. L'autenticità dell'intero racconto è messa in dubbio per via della possibile influenza dei popolari racconti romantici contemporanei.

## Leggenda
La trama varia notevolmente a seconda delle diverse versioni. Ad ogni modo, vi è uno spunto iniziale comune per tutte: la dea (a volte descritta come sirena o ondina) Jūratė (dal sostantivo jūra che significa mare) viveva nelle profondità dell Mar Baltico in un bellissimo castello d'ambra e da lì amministrava il mare e tutto l'ecosistema sottomarino. Capitò che a Jūratė fu data notizia di un giovane pescatore di nome Kastytis, la cui abilità nel pescare era talmente grande che ogni giorno egli portava a casa ingenti quantità di pesce: desiderosa di ripristinare la pace, la donna decise di punirlo, ma finì per innamorarsi del bel giovane quando lo raggiunse a bordo del suo rapido luccio. Quando lei lo portò con sé nelle acque, i due trascorsero dei momenti felici nel castello, fino a quando Perkūnas, il dio del tuono, scoprì che la dea si era innamorata di un comune mortale. Poiché molto infuriato, decise di distruggere il castello d'ambra, facendolo esplodere in mille pezzi. Come ulteriore punizione, Perkūnas scelse di lasciarla incatenata a delle rovine (o a una roccia) sul fondale marino. Secondo la leggenda, per questo motivo giungono dei pezzi di ambra presso le spiagge baltiche a seguito di tempeste.
In altri racconti, Jūratė salvava Kastytis dall'annegamento nel corso di una tempesta o, ancora, Kastytis moriva per mano di Perkūnas e Jūratė lo piange ancora oggi. Le sue lacrime sono pezzi d'ambra che giungono a riva e che, se posti vicino all'orecchio, permettono di udire la sua voce triste nel mare in tempesta. Talvolta, si racconta che Kastytis sia originario di Šventoji, un insediamento situato a nord di Palanga.

## Importanza culturale
I lituani contano numerose leggende e racconti, di cui le più note sono probabilmente quelle relative a Eglė, la regina dei serpenti e Jūratė e Kastytis. Anche se la storia di Eglė è molto più dettagliata ed elaborata, entrambe le leggende sono storie d'amore che coniugano personaggi della mitologia lituana e cercano di fornire una spiegazione ad alcuni fenomeni naturali. Sia Eglė che Jūratė sono inoltre nomi femminili lituani popolari.
Palanga, una delle principali località turistiche della Lituania, vanta un monumento dedicato a Jūratė e Kastytis, situato in una piazza proprio accanto alla principale attrazione, ovvero il cosiddetto "ponte che conduce al tramonto". Lo stemma di Palanga è stato disegnato traendo spunto dalla leggenda, come dimostra la presenza delle perle d'ambra, per la cui attività di lavorazione la città è nota, e la corona d'argento, ovvero quella posseduta dalla dea Jūratė.
La leggenda ha ispirato una serie di altre opere d'arte. Nel 1920, Maironis, uno dei più conosciuti poeti patriottici, scrisse una ballata dedicata agli innamorati: gran parte dell'attuale popolarità della leggenda è attribuita a tale poeta. Le illustrazioni xilografiche di Vaclovas Rataiskis-Ratas per la ballata vinsero dei premi in una mostra internazionale tenutasi a Parigi nel 1937. Nel 1933 fu messo in scena un balletto. Nel 1955 ebbe luogo un'opera adattata al teatro dedicata alla dea e al pescatore rappresentata per la prima volta nel 1972 a Chicago. Nel 2002, è stata composta una canzone rock poi eseguita a Klaipėda per celebrare il 750º anniversario della sua fondazione. Nel testo, si proseguiva la versione della leggenda tradizionale e si raccontava di come il castello venne distrutto e gli innamorati separati. Poiché diverse celebrità locali hanno partecipato alla manifestazione, Jarutė ha continuato a riscuotere successo anche nel XXI secolo.
Inoltre, Jurata, una località balneare polacca situata presso la penisola di Hel, popolare soprattutto tra i varsaviani fondata durante il periodo interbellico, trae spunto da Jūratė, la versione in lingua polacca del nome della dea.